# قيس بن منصور الداديخي
قيس بن منصور الدَّادِيخي (597 - 655 ه‍ / 1201 - 1257 م) هو من من دعاة الإسماعيلية النزارية.
ولد في داديخ ، و تعلم بحلب وبفارس. توفي بحلب. من آثاره «رسالة السماء والعالم» و «رسالة كشف الأسرار المخزونة في تأويل القرآن وحقيقة أئمة الزمان» و «رسالة التحقيق لأهل الإيمان والتصديق» و «رسالة الأسابيع».